# San Bol
San Bol ou Sambol, anciennement San Baudilio (nommé d'après Saint Baudile), est un despoblado (localité dépeuplée) du municipio (municipalité ou canton) de Iglesias, situé dans le Nord de l’Espagne, dans la comarca (comté ou pays ou arrondissement) d'Odra-Pisuerga, dans la Communauté autonome de Castille-et-León, province de Burgos.
La population permanente de la localité était de 0 habitant en 2010. Le seul bâtiment en état est le refuge pour pèlerins (Albergue de pergrinos), dépendant de la municipalité de Iglesias et tenu par des hospitaliers bénévoles, à tour de rôle.
La localité de San Bol est une halte sur le Camino francés du Pèlerinage de Saint-Jacques-de-Compostelle.

## Géographie
San Bol est situé aux abords du ruisseau Arroyo de San Bol, dans une petite vallée, créant ainsi une sorte d'oasis dans la monotonie de la meseta.

## Démographie
L'ancien village de San Bol semble avoir été abandonné par ses habitants vers 1503 pour des raisons mal connues (cf infra).

## Histoire
En 1352 est attestée la présence d'une léproserie, puis d'un monastère de l'ordre de Saint-Antoine.
La disparition de l'ancien village de San Baudilio (Saint Baudile) survint peut être à cause de l'abandon de ce monastère au XVe siècle, ou plus vraisemblablement à la suite du décret d'expulsion des juifs en 1492 promulgué par les Rois catholiques. En effet une majorité de juifs Séfarades habitait alors dans le village

## Culture et patrimoine

### Le Pèlerinage de Compostelle
Par le Camino francés du Pèlerinage de Saint-Jacques-de-Compostelle, le chemin vient d'Hornillos del Camino dans le municipio du même nom.
La prochaine halte est Hontanas dans le municipio du même nom.

### Patrimoine religieux
San Bol possédait un couvent de l'ordre de Saint-Antoine abandonné au XVe siècle.

## Sources et références
- (de) Cet article est partiellement ou en totalité issu de l’article de Wikipédia en allemand intitulé « San Bol » (voir la liste des auteurs).
- Grégoire, J.-Y. & Laborde-Balen, L. , « Le Chemin de Saint-Jacques en Espagne - De Saint-Jean-Pied-de-Port à Compostelle - Guide pratique du pèlerin », Rando Éditions, mars 2006,  (ISBN 2-84182-224-9)
- « Camino de Santiago St-Jean-Pied-de-Port - Santiago de Compostela », Michelin et Cie, Manufacture Française des Pneumatiques Michelin, Paris, 2009,  (ISBN 978-2-06-714805-5)
- « Le Chemin de Saint-Jacques Carte Routière », Junta de Castilla y León, Editorial Everest

1. ↑  (es) www.cuentatuviaje.net El Camino de Santiago : Etapa III de Burgos a Itero del Castillo.
2. ↑  (en) www.mundicamino.com Mundicamino : San Bol - Culture.